# Ржевський проти Наполеона
«Ржевський проти Наполеона» (рос. Ржевский против Наполеона), також відома як «Шерше ля фам» (рос. Шерше ля фям) і «Наполеон капут!» (рос. Наполеон капут!) — українсько-російська кінокомедія, що вийшла на екрани 25 січня 2012 року у форматі 3D.

## Сюжет
Щоб зупинити Наполеона (Володимир Зеленський), пристрасного любителя жінок, російський генералітет вирішує підсунути йому переодягненого поручника Ржевського (Павло Дерев'янко), героя похабних анекдотів. Проте сам поручник, часу дарма не гає, починає крутити роман із «Міс Москвою-1810», Наташою Ростовою (Світлана Ходченкова).

## У ролях
- Павло Дерев'янко — поручик Ржевський
- Володимир Зеленський — Наполеон
- Світлана Ходченкова — Наташа Ростова
- Михайло Галустян — Маркіз да Мазо-сад
- Михайло Єфремов — Лев Толстой
- Марат Башаров — Багратіон
- Євген Кошовий — Шульга
- Юрій Гальцев — Прохор
- Анна Семенович — Острозька
- Анфіса Чехова — ріелторша
- Ксенія Собчак — мадам Ксюш Ксюш
- Дівєєв-Церковний Олексій — ведучій новин
- Жан-Клод Ван Дамм — камео[4]